# Wapen van Susteren

Wapen van Susteren (1984)

Het wapen van Susteren is het wapen van de voormalige Limburgse gemeente Susteren. Het heeft twee verschijningsvormen gekend, maar beide keren wel met twee vrouwen met op een hand een vogel. Bij het eerste wapen stonden de vrouwen nog in het wapen, of op het schild, en bij het tweede wapen stonden de vrouwen naast het schild en hielden het schild vast.

## Geschiedenis
Hoewel het stadje Susteren gesticht is rond een klooster, in eerste instantie een monnikenklooster en later een nonnenklooster, stamt de naam niet van het nonnenklooster, maar van een Keltisch woord. In het jaar 1276 verkreeg de plaats stadsrechten, Reinoud I van Gelre voorzag Susteren van haar stadsrechten. Direct hierna werd het eerste stadszegel gesneden. Hierop werden twee staande, niet religieuze vrouwen afgebeeld met tussen hen in het wapen van Gelre. Dit wapen bestaat uit een gouden staande leeuw, met achter hem een blauw veld met daarop gouden blokjes.
In die tijd is het ook gebruikelijk om een contrazegel te laten snijden, in het geval van Susteren is dit een zegel bestaande uit het wapen van Gelre op een Gotische roos.
Een tweede wapen van de stad vertoont de twee vrouwen met een valk op de hand, het wapenschild uit het eerdere wapen ontbreekt. Ook ditmaal zijn de twee vrouwen geen nonnen, vermoedelijk betreft het de twee schildhoudsters uit het vorige wapen.
In de tijd dat Nederland bij het Franse Keizerrijk hoorde voerde de stad zegels met daarop de Vrijheidsmaagd of de Franse adelaar, zonder enig ander schild of wapen. Nadat de bevrijding van Frankrijk vroeg de burgemeester in 1818 een wapen aan op basis van de tweede zegel. De burgemeester ging ervan uit dat de twee vrouwen nonnen waren, het wapen zou volgens hem een sprekend wapen zijn geweest. De beide vrouwen werden als nonnen afgebeeld, de ketting waar de valken mee werden vastgehouden veranderden in rozenkransen en een valk werd vervangen door een palmtak. De nonnen werden dus niet als schildhoudsters afgebeeld, maar op het wapen zelf.
Bij het wapen van 1984 werd teruggegrepen op de oudste bekende zegel uit 1276, met het verschil dat het wapen van Nieuwstadt in de schildvoet als onderdeel van het wapen van Susteren terugkwam. De twee vrouwen zijn nu weer, overeenkomstig met het wapen uit 1276, als schildhoudsters teruggekeerd.

## Blazoen

Het wapen van 1820

De beschrijving van het wapen van 8 november 1820 luidde:
Van rood, beladen met 2 zwarte vrouwbeelden, verbeeldende 2 gezusters, houdende beide in de linkerhand een vogel en in de regterhand de eene een rozenkrans en de tweede een palmtak.
De heraldische termen worden bij dit wapen niet gebruikt, wel is links of recht het heraldisch links of rechts. Links is voor de kijker rechts, in de heraldiek is links altijd gezien vanachter, dus als drager van, het schild. Bij deze beschrijving wordt een aantal zaken niet gemeld: het schild is omboord van goud en in de schildvoet en het schildhoofd staat een zwarte penning of koek. De heraldisch linker vrouw heeft de palmtak en de rechter houdt de rozenkrans vast. Zware wapenfiguren op een rood schild zijn officieel niet toegestaan, daarmee kan dit wapen gezien worden als een raadselwapen.
Op 7 september 1984 verkreeg de gemeente Susteren een nieuw wapen, het blazoen luidde vanaf die datum:
In azuur, bezaaid met blokjes van goud, een leeuw van goud, getongd en genageld van keel; in een schildvoet van zilver een uitkomende tak met 3 elzeproppen van sinopel. Het schild gedekt door een gouden kroon van 3 bladeren en 2 parels en gehouden door 2 vrouwen van natuurlijke kleur met lang golvend haar, afhangende over de bovenarmen, gekleed in een onderkleed van keel en een bovenkleed van azuur, naar gotische stijl geplooid en over de voeten afhangend, met een omrande golvende hoed van zilver en op de buitenste hand een valk van sabel, de beide valken toegewend, gebekt, geklauwd en gebeld van goud, gebonden met 2 omlaaghangende riemen van keel, eindigende in de knopen.
In de heraldiek hebben de kleuren aparte namen, azuur staat voor blauw, dus dit schild is blauw van kleur, met daarop gouden blokjes. De leeuw op het schild is ook van goud, echter met een rode tong en nagels, in de heraldiek staat keel voor de kleur rood. Het schildvoet is van zilver met daarop een tak met drie groene elzeproppen, sinopel is heraldisch groen. Een gouden kroon staat boven op het schild, de kroon heeft 3 bladeren of fleurons met daartussen 2 de parels. Het wapen wordt vastgehouden door twee vrouwen die als schildhouders dienen. De twee vrouwen zijn van natuurlijke kleur en hebben lang golvend bruin haar. De vrouwen hebben rode onderjurken met daarop blauwe jurken, de jurken zijn op gotische wijze geplooid, dat wil zeggen veel plooien, de jurken hangen over de voeten. De hoeden zijn zilver van kleur. Op de vrije handen dragen de vrouwen zwarte valken deze kijken beide naar het schild. De valken hebben beide gouden snavels en klauwen, ook de belletjes die beide valken om de nek hebben zijn van goud. De riemen waar de valken mee vastgehouden worden zijn rood van kleur en hangen in een lus naar beneden.

## Varia
- Van de NS-locomotieven van de 1300-serie had locomotief 1309 het wapen van Susteren op de zijkanten staan.

## Verwant wapen

Wapen van de Sint-Amelbergabasiliek